# 피카소 미술관 (파리)

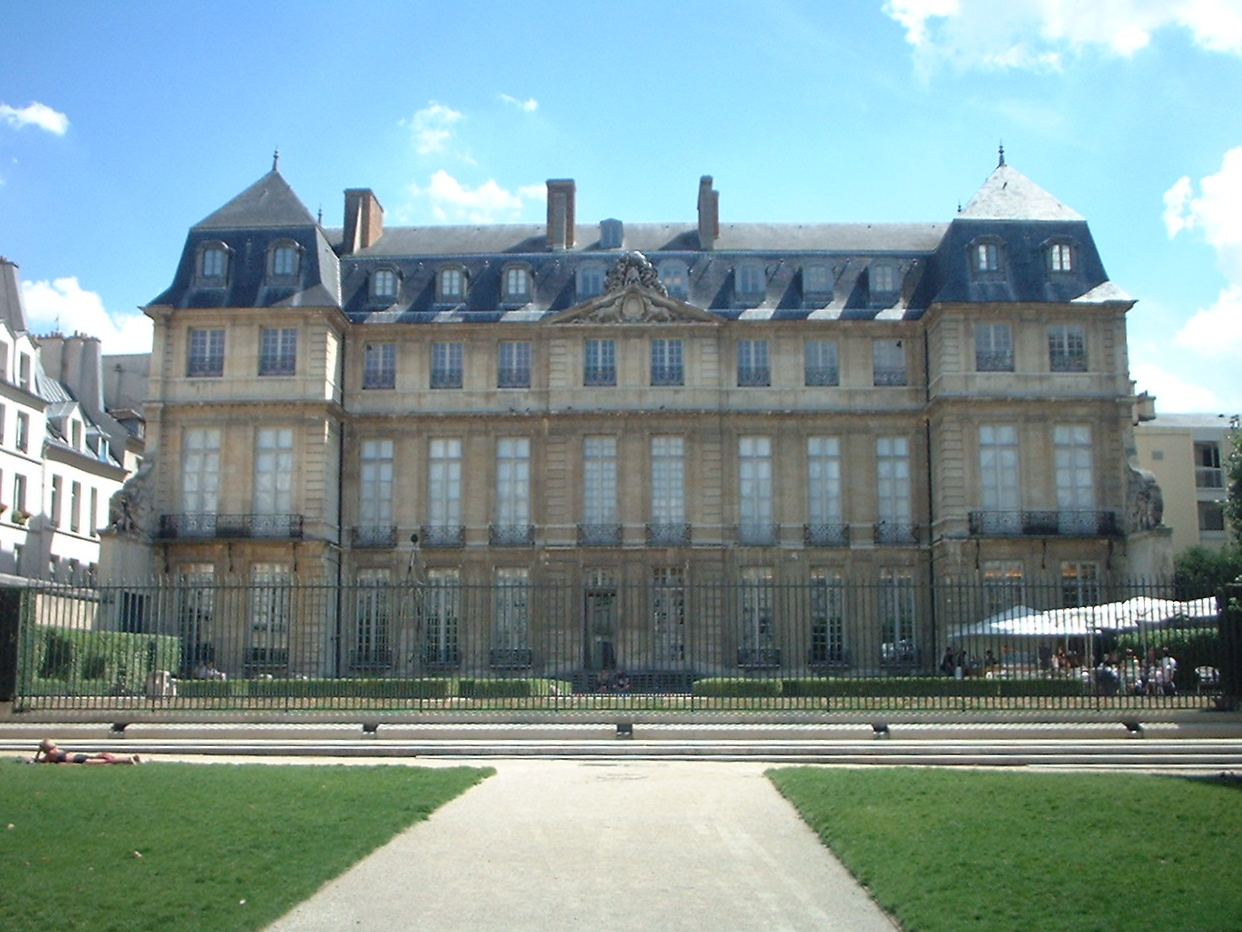
피카소 미술관

피카소 미술관(프랑스어: Musée Picasso)은 프랑스 파리에 위치한 미술관이다.

## 같이 보기
- 피카소 미술관 (바르셀로나)
- 피카소 미술관 (말라가)